# Campionati europei di ciclismo su strada - Gara in linea femminile Under-23
La gara in linea femminile Under-23 è una delle prove disputate durante i campionati europei di ciclismo su strada. La prima edizione risale al 1995.

## Albo d'oro
Aggiornato all'edizione 2024.
| Anno | Vincitrice                | Seconda               | Terza                       |
| ---- | ------------------------- | --------------------- | --------------------------- |
| 1995 | Regina Schleicher         | Evi Gensheimer        | Elena Unruh                 |
| 1996 | Hanka Kupfernagel         | Diana Žiliūtė         | Elisabeth Chevanne-Brunel   |
| 1997 | Elisabeth Chevanne-Brunel | Tetjana Stjažkina     | Izaskun Bengoa              |
| 1998 | Susanne Ljungskog         | Diana Žiliūtė         | Mirella Van Melis           |
| 1999 | Tetjana Stjažkina         | Oksana Saprykina      | Nicole Brändli              |
| 2000 | Alessandra D'Ettorre      | Mirella van Melis     | Vera Carrara                |
| 2001 | Mirella van Melis         | Angela Brodtka        | Sophie Creux                |
| 2002 | Trixi Worrack             | Evy Van Damme         | Virginie Moinard            |
| 2003 | María Isabel Moreno       | Theresa Senff         | Vera Koedooder              |
| 2004 | Monica Holler             | Bertine Spijkerman    | Nathalie Tirard Collet      |
| 2005 | Gessica Turato            | Monica Holler         | Modesta Vžesniauskaitė      |
| 2006 | Marianne Vos              | Tatiana Guderzo       | Monica Holler               |
| 2007 | Marianne Vos              | Marta Bastianelli     | Rasa Leleivytė              |
| 2008 | Rasa Leleivytė            | Lesja Kalytovs'ka     | Marta Bastianelli           |
| 2009 | Chantal Blaak             | Katie Colclough       | Marianne Vos                |
| 2010 | Noortje Tabak             | Lesja Kalytovs'ka     | Aušrinė Trebaitė            |
| 2011 | Larisa Pankova            | Alena Amjaljusik      | Lucinda Brand               |
| 2012 | Evelyn Arys               | Barbara Guarischi     | Kim de Baat                 |
| 2013 | Susanna Zorzi             | Francesca Cauz        | Hanna Solovej               |
| 2014 | Sabrina Stultiens         | Elena Cecchini        | Annabelle Dreville          |
| 2015 | Katarzyna Niewiadoma      | Ilaria Sanguineti     | Thalita de Jong             |
| 2016 | Katarzyna Niewiadoma      | Cecilie Uttrup Ludwig | Séverine Eraud              |
| 2017 | Pernille Mathiesen        | Susanne Andersen      | Alice Barnes                |
| 2018 | Nikola Nosková            | Aafke Soet            | Letizia Paternoster         |
| 2019 | Letizia Paternoster       | Marta Lach            | Lonneke Uneken              |
| 2020 | Elisa Balsamo             | Lonneke Uneken        | Emma Norsgaard Jørgensen    |
| 2021 | Silvia Zanardi            | Kata Blanka Vas       | Évita Muzic                 |
| 2022 | Shirin van Anrooij        | Vittoria Guazzini     | Fem van Empel               |
| 2023 | Ilse Pluimers             | Anna Shackley         | Linda Zanetti               |
| 2024 | Sofie van Rooijen         | Scarlett Souren       | Eleonora Camilla Gasparrini |

## Medagliere
| Pos.   | Nazione       | Oro | Argento | Bronzo | Totale |
| ------ | ------------- | --- | ------- | ------ | ------ |
| 1      | Paesi Bassi   | 9   | 5       | 8      | 22     |
| 2      | Italia        | 6   | 7       | 4      | 17     |
| 3      | Germania      | 3   | 3       | 1      | 7      |
| 4      | Svezia        | 2   | 1       | 1      | 4      |
| 5      | Polonia       | 2   | 1       | 0      | 3      |
| 6      | Ucraina       | 1   | 4       | 1      | 6      |
| 7      | Lituania      | 1   | 2       | 3      | 6      |
| 8      | Francia       | 1   | 1       | 7      | 9      |
| 9      | Danimarca     | 1   | 1       | 1      | 3      |
| 10     | Belgio        | 1   | 1       | 0      | 2      |
| 11     | Spagna        | 1   | 0       | 1      | 2      |
| 12     | Rep. Ceca     | 1   | 0       | 0      | 1      |
| 12     | Russia        | 1   | 0       | 0      | 1      |
| 14     | Gran Bretagna | 0   | 1       | 1      | 2      |
| 15     | Bielorussia   | 0   | 1       | 0      | 1      |
| 15     | Norvegia      | 0   | 1       | 0      | 1      |
| 15     | Ungheria      | 0   | 1       | 0      | 1      |
| 18     | Svizzera      | 0   | 0       | 2      | 2      |
| Totale | Totale        | 30  | 30      | 30     | 90     |